# 가오신
가오신(중국어: 高鑫, 병음: Gāo Xīn, 한자음: 고흠, 본명: 가오훙셴(중국어 간체자: 高泓贤, 정체자: 高泓賢, 병음: Gāo Hóngxián, 한자음: 고홍현), 1976년 12월 11일 ~ )은 중국의 배우이다.

## 출연작

### 드라마
- 2001년 CCTV-8 황금강당극장 《안개비연가》 - 육이호 역
- 2013년 CCTV-1 제일특약극장 《대명안찰사》 - 여인걸 역
- 2013년 동방 위성 텔레비전 몽상극장 《도애적거리》 - 웨이티엔수 역
- 2014년 CCTV-8 황금강당극장 《전장사》 - 유명한 역
- 2015년 동방 위성 텔레비전 동방극장 《랑야방》 - 소경선 역
- 2015년 후난위성텔레비전 금응독파극장 《위장자》 - 장월인 역
- 2017년 동방 위성 텔레비전 동방극장 《급진과의생》 - 장장 역
- 2017년 저장 위성 텔레비전 중국람극장 《복합대사》 - 지앙모란 역
- 2017년 동방 위성 텔레비전 동방극장 《체도변연》 - 린선 역
- 2017년 저장 위성 텔레비전 중국람극장 《외과풍운》 - 린환 역
- 2018년 유쿠 웹드라마 《미자무강》 - 침묵 역
- 2019년 장쑤 위성 텔레비전 행복극장 《도정호 : 가족의 재발견》 - 쑤밍저 역
- 2021년 후난위성텔레비전 금응독파극장 《팔영구영》 - 궈티에린 역
- 2021년 저장 위성 텔레비전 중국람극장 《돌위》 - 피단 역
- 2022년 CCTV-8 황금강당극장 《여사적법칙》 - 지엔페이란 역
- 2022년 텐센트 웹드라마 《사랑의 28법칙》 - 친원빈 역
- 2023년 CCTV-8 황금강당극장 《용성》 - 정홍 역
- 2023년 후난위성텔레비전 금응독파극장 《백색성보》 - 주원다 역
- 2023년 저장 위성 텔레비전 중국람극장 《공소》 - 자오지카이 역